# Карл Фридрих Вилхелм фон Шлипенбах
Карл Фридрих Вилхелм фон Шлипенбах (на немски: Karl (Carl) Friedrich Wilhelm von Schlippenbach; * 16 юни 1768, Берлин; † 18 септември 1839, Базедов, Мекленбург) е граф от вестфалския род Шлипенбах.

## Живот
Той е син на граф Карл Ернст Георг фон Шлипенбах (1739 – 1794) и съпругата му Кристиана фон Хезелер (1746 – 1811), дъщеря на Готлиб Хезелер (1701 – 1752) и Маргарета Елизабет Хезелер (1710 – 1764). Внук е на Карл Кристоф фон Шлипенбах (1700 – 1766) и графиня Кристина Шарлота Мари фон Шпар (1716 – 1788). Правнук е на пруския генерал на кавалерията, дипломат и шведски граф Карл Фридрих фон Шлипенбах (1658 – 1723) и Анна Барбара Сабина фон Арним-Бойценбург (1671 – 1739). През 1686 г. фамилията Шлипенбах получава имението Шьонермарк в Укермарк в Бранденбург.
Сестра му Фридерика Кристиана Елизабет фон Шлипенбах (1767 – 1843) се омъжва на 16 ноември 1784 г. в Шьонермарк за граф Кристиан Вилхелм Карл Лудвиг Емил Александер фон Золмс-Зоненвалде и Поух (1755 – 1799), син на граф Виктор Фридрих фон Золмс-Зоненвалде (1730 – 1783).
Карл Фридрих Вилхелм фон Шлипенбах умира на 71 години на 18 септември 1839 г. в Базедов.

## Фамилия
Карл Фридрих Вилхелм фон Шлипенбах се жени на 24 юли 1793 г. в Алтенбург за графиня Фридерика Каролина фон Бойст (* 28 август 1772, Алтенбург; † 18 или 20 септември 1826, Берлин), дъщеря на граф Готлоб Карл фон Бойст, господар на Пениц (1739 – 1796) и Йохана Шарлота фон Берлепш (1748 – 1772). Те имат десет деца:
- Шарлота (* 21 юни 1794; † 1840), омъжена за граф Фридрих Ревентлов (* 31 януари 1755, Алтенхоф, Екерфьорде, Шлезвиг-Холщайн; † 26 септември 1828, Берлин-Бранденбург)
- Августа (* 11 август 1796, Шьонермарк в Укермарк; † 13 август 1883, Потсдам), омъжена на 24 ноември 1818 г. в Шьонермарк за граф Фридрих Вернер Лудвиг фон Басевиц (* 7 октомври 1788; † 31 май 1863)
- Вилхелм (* 1797; † 1842); има син генерал Карл (1830 – 1908)
- Фердинанд Лудвиг Херман (* 26 декември 1799, Шьонермарк; † 25 април 1866, Берлин), женен на 4 юли 1829 г. в Берлин за графиня Отилия Албертина Елеонора Юлиана фон дер Шуленбург (* 23 септември 1805, Берлин; † 29 януари 1871, Берлин); имат дъщеря
- Аделхайд (* 19 юни 1803, Шьонермарк; † 26 ноември 1888, Берлин), омъжена на 17 юли 1824 г. в Перлин, Мекленбург, за граф Хайнрих Готлоб Густав фон Райхенбах-Гошюц (* 24 септември 1801; † 18 септември 1869)
- Ернст Карл (* 22 юни 1804, Шьонермарк; † 25 май 1885, Хайлигенкройц, Хърватия), женен на 18 декември 1832 г. в Берлин за графиня Хенрика Регина Sermage de Szomszédvár et Medvedgrád (* 18 март 1811, Аграм; † 15 май 1895, Берлин); имат трима сина и две дъщери
- Паулина София (* 30 ноември 1805, Арендзее; † 5 януари 1871, Щайнорт), омъжена на 26 август 1823 г. за граф Карл Фридрих Лудвиг Кристиан фон Лендорф (* 17 септември 1770; † 7 февруари 1854)
- Розалия Матилда (* 8 май 1808; † 27 ноември 1870), омъжена ноември 1832 г. за Иван Петрович Озеров (* 2 юли 1807; † 18 май 1880)
- Агнес (* 29 май 1812; † 5 април 1857, дворец Базедов), омъжена на15 март 1830 г. за граф Фридрих Вилхелм Адолф фон Хан, граф на Базедов-Плеец (* 18 май 1804; † 7 юли 1859, Берлин), маршал на Щаргард
- Мария (* 10 август 1817; † 1828)